# Brigitte Grouwels
Brigitte Francine T. J. Grouwels (Hasselt, 30 mei 1953) is een Belgische politica voor de CD&V.

## Levensloop
Grouwels is opgegroeid in een geëngageerd christelijk gezin. Ze is de dochter van Armand Grouwels, arts en oorlogsweerstander, gewezen eerste schepen van Diepenbeek en provincieraadslid van Belgische Limburg. Ook haar moeder Marie-Louise Martens was politiek actief op lokaal en provinciaal niveau. Zij is ook een nicht van Hubert Leynen, pionier van dagblad Het Belang van Limburg en provinciaal senator voor de CVP, die gehuwd was met een zus van haar vader. Brigitte Grouwels vestigde zich in 1976 Brussel, huwde en werd moeder van drie kinderen.
Grouwels volgde de Latijn-Griekse humaniora aan het Instituut Dames van het Christelijk Onderwijs in Antwerpen en behaalde vervolgens in 1974 een licentie in handels- en consulaire wetenschappen aan de Economische Hogeschool Limburg. Nadien studeerde ze een jaar economie aan de Sorbonne in Parijs en werd ze in 1976 kandidaat in de oosterse talen en geschiedenis aan de Katholieke Universiteit Leuven.
Tijdens haar hogere studies werd Grouwels lid van de CVP-jongeren, waar ze van 1973 tot 1974 en van 1983 tot 1988 in het nationaal bestuur zetelde. Na haar universitaire studies volgde ze een stage bij de Europese Commissie en daarna werkte ze van 1977 tot 1986 voor CEPESS, de overkoepelende studiedienst voor de partijen CVP en PSC. Van 1986 tot 1992 was ze vervolgens projectdirecteur Latijns-Amerika en van 1992 tot 1995 directeur Educatie bij ACT, een NGO voor ontwikkelingssamenwerking.
In januari 1992 werd Grouwels lid van de Brusselse Hoofdstedelijke Raad, waar ze ging zetelen in de commissie Financiën, Begroting, Externe Betrekkingen, Openbaar Ambt en Algemene Zaken en de commissie Infrastructuur, Openbare Werken en Verkeerswezen. Bij de verkiezingen van mei 1995 werd ze daar herverkozen en ging ze opnieuw zetelen in eerstgenoemde commissie. Op 4 juli 1995 legde ze als een van de leden van de Nederlandse taalgroep van de Brusselse Hoofdstedelijke Raad tevens de eed af in het Vlaams Parlement in opvolging van Jos Chabert, die Brussels minister was geworden. Daar trad ze toe tot de commissies Welzijn, Gezondheid en Gezin en Staatshervorming en Algemene Zaken. Ze bleef Brussels en Vlaams volksvertegenwoordiger tot in september 1997, waarna ze minister werd in de Vlaamse regering Van den Brande IV bevoegd voor Brusselse Aangelegenheden en Gelijkekansenbeleid. 
Na de verkiezingen van juni 1999 verdween de CVP uit de Vlaamse regering en in de Brusselse regering moest ze Jos Chabert laten voorgaan als minister. Ze nam vervolgens opnieuw zitting in het Brussels Hoofdstedelijk Parlement en werd er tot 2004 voorzitter van de CVP/CD&V-fractie, alsook van 1999 tot 2004 ondervoorzitter van de commissie Huisvesting en Stadsvernieuwing en van 2002 tot 2004 ondervoorzitter van de commissie Financiën, Begroting, Externe Betrekkingen, Openbaar Ambt en Algemene Zaken. Op 6 juli 1999 legde ze als een van de zes eerst verkozenen van de Nederlandse taalgroep van de Brusselse Hoofdstedelijke Raad ook opnieuw de eed af in het Vlaams Parlement, waar ze tot in juni 2004 bleef zetelen. Hier maakte ze deel uit van de commissies Brussel en Vlaamse Rand en Institutionele en Bestuurlijke Hervorming en Ambtenarenzaken.
Na de Brusselse verkiezingen van juni 2004 werd Grouwels tot juli 2009 staatssecretaris in de Brusselse Hoofdstedelijke Regering, bevoegd voor Ambtenarenzaken, Gelijkekansenbeleid en de Haven van Brussel. Tevens was ze binnen de Vlaamse Gemeenschapscommissie (VGC) bevoegd voor Welzijn, Gezondheid en Ambtenarenzaken. 
Na de verkiezingen van juni 2009 werd Grouwels Brussels minister van Openbare Werken, Vervoer, Informatica en de Haven. Als Collegelid van de Gemeenschappelijke Gemeenschapscommissie werd ze bevoegd voor Bijstand aan Personen en Ambtenarenzaken en als Collegelid van de Vlaamse Gemeenschapscommissie voor Welzijn, Gezondheid, Gezin, Patrimonium en Media. Ze behield haar ministeriële functies tot in juli 2014. 
In 2011 kreeg minister Grouwels veel tegenwind van zowel Nederlandstalige als Franstalige Brusselaars voor de controversiële heraanleg van de Havenlaan, een dossier dat zij erfde van haar voorganger Pascal Smet. In afwachting van een nieuw project van definitieve heraanleg liet minister Grouwels langs beide zijden van de Havenlaan een voet- en fietspad aanleggen om de voetgangers en fietsers meer comfort aan te bieden.
In 2013 lanceerde minister Grouwels een website en mobiele app voor burgers om problemen aan de openbare ruimte te signaleren aan de bevoegde administratie: Fix My Street.
In 2014 kreeg ze opnieuw tegenwind na haar beslissing om de taxidienst Uber in Brussel te verbieden. Eurocommissaris Neelie Kroes liet openbaar weten verontwaardigd te zijn dat dit initiatief verboden werd.
Bij de Brusselse gewestverkiezingen van mei 2014 werd Grouwels opnieuw verkozen in het Brussels Hoofdstedelijk Parlement. Na de vorming van de nieuwe Brusselse regering besloot Grouwels geen nieuwe functies in de regering te aanvaarden ten voordele van haar partijgenote Bianca Debaets, die verkozen was in het Vlaams Parlement. Ze nam vervolgens haar zetel in het Brusselse parlement in, waar ze toetrad tot de commissie Territoriale Ontwikkeling, en werd tevens deelstaatsenator in de vernieuwde Senaat, waar ze de zetel van Debaets innam. Bij de Brusselse verkiezingen van mei 2019 stond ze als lijstduwer op de CD&V-lijst, maar ze raakte niet meer verkozen.
Sinds 2019 is Grouwels voorzitter van de Brusselse afdeling van de CD&V senioren.
Haar jongere broer Yves Grouwels werd huisarts en gemeenteraadslid van de aan de sp.a-gelieerde lijst PRO in Genk.